# Billy Taylor (Bassist)
William „Billy“ Taylor (* 3. April 1906 in Washington, D.C.; † 2. September 1986 in Fairfax in Virginia) war ein US-amerikanischer Jazz-Bassist und Tubist des Swing.

## Leben und Wirken
Billy Taylor spielte mit dreizehn Jahren Tuba und kam 1924 nach New York, wo er für ein Jahr von Elmer Snowden engagiert wurde. Danach arbeitete er 1926 bei Willie Gant und Arthur Gibbs, von 1927 bis 1929 bei Charlie Johnson, von 1929 bis 1931 bei McKinney’s Cotton Pickers und erneut bei 1932/33 bei Charlie Johnson. In dieser Periode gab er die Tuba zugunsten des Bass auf. 1934 spielte er bei Fats Waller, dann bei Fletcher Henderson und von 1935 bis 1940 im Duke Ellington Orchestra, bei dem er schon einmal 1928 kurz spielte. Der Eintritt Jimmy Blantons führte dazu, dass Taylor die Ellington-Band bald verließ. Während der Zeit bei Ellington nahm er auch an den Small-Group-Aufnahmen mit Ellington-Band-Musikern wie Cootie Williams und Johnny Hodges teil. 1940 arbeitete er mit Coleman Hawkins, bei Red Allen (1940/1) und Joe Sullivan (1942), Cootie Williams (1944), Barney Bigard (1944/5), Benny Morton (1945) und Cozy Cole (1945). Danach arbeitete er hauptsächlich als freischaffender Musiker in New York und ab 1949 in Washington D.C. 1944 nahm er bei Keynote Records mit Johnny Guarnieri, Harry Carney u. a. unter eigenem Namen auf.
Taylor gehörte zu den herausragenden Bassisten der Swingära. Er wirkte bei zahllosen Platteneinspielungen mit, von denen insbesondere Fats Wallers Dream Man (1934), Duke Ellingtons Diminuendo and Crescendo in Blue, Harmony in Harlem (1937), Subtle Lament und Portrait of the Lion (1939) hervorzuheben sind. Taylor nahm auch Platten unter eigenem Namen auf. 
Der Bassist ist nicht zu verwechseln mit dem 1921 geborenen Jazz-Pianisten Billy Taylor.